# 2603 Тејлор
2603 Taylor је астероид главног астероидног појаса са средњом удаљеношћу од Сунца која износи 2,781 астрономских јединица (АЈ).
Апсолутна магнитуда астероида је 12,2.